# Jenský plán
Jenský plán je alternativní pedagogický směr, založený německým profesorem Peterem Petersenem po 1. světové válce v Jeně podporující individualizaci i školní pospolitost.

## Historie

Logo Jenské university

Zakladatel směru Peter Petersen (1884–1952) působil na Jenské univerzitě jako profesor pedagogiky a byl také evangelickým pastorem. Při univerzitě zřídil experimentální školu a v roce 1927 byl jeho návrh na konferenci Sdružení pro novou výchovu pojmenován Jenský plán.

## Zásady
Petersenův vzdělávací plán není považován za dogma, ale školy i jednotliví pedagogové jej mohou přizpůsobit svým potřebám.
Žáci při výuce procházejí jak aktivitami individuálními, tak skupinovými a hromadnými. Spolupráci podporuje mimo jiné také práce ve výběrových kurzech.
Žáci nejsou sestavováni do tříd podle věku, a až na některé úkoly ve výkonnostních skupinách tedy nepracují v homogenních třídách. Pracovní skupiny se nazývají kmenové třídy a odpovídají dvěma až třem třídám klasického systému. Petersen tak zamýšlel podpořit práci v menších skupinkách, ve kterých si žáci navzájem pomáhají. Pracuje například s myšlenkou, že motivující učivo má žáka oslovovat, a proto vycházet z jeho vlastních zkušeností a znalostí se vztahem k prostředí, ve kterém žije.
Výuka je plánována v tzv. týdenních plánech vycházejících ze situace školy a zohledňujících rytmus života žáků. Obsahuje čtyři základní druhy činností, jádrové vyučování, výuku v kursech, volnou práci a aktivity v pracovních společenstvích. První z nich, jádrové vyučování je obsahem více než jedné poloviny výuky. Žáci s učitelem se v něm týden či více týdnů věnují konkrétním tématům, například ročním obdobím probíraným z různých pohledů několika klasických předmětů zároveň. Výuka v kurzech se soustředí na osvojování základních dovedností a znalostí jednotlivých oborů, jako jsou matematika, čtení, psaní apod., které žáci probírají za spolupráce s ostatními, ovšem se značnou měrou samostatnosti, která pedagogovi umožňuje věnovat se více těm, kteří jeho pomoc potřebují. Volná práce žákům umožňuje volit si úkoly dle vlastního rozhodnutí, a tak se mohou věnovat jak svému oblíbenému oboru, tak takovým, ve kterých cítí potřebu se zdokonalit. Aktivity v pracovních společenstvích jsou navrženy tak, aby žákům pomáhaly rozvíjet osobnost a aby je žáci zvládli – jako příklad může sloužit práce v řemeslných dílnách či na školní zahradě.
Jenský plán kombinuje čtyři hlavní formy vzdělávání, a to rozhovor, práci, hru a slavnost. Den je zahajován rozhovorem probíhajícím v kruhu (někdy společně se snídaní), kdy si žáci mohou sednout na libovolné místo a poslouchat i sdělovat pocity. Po víkendu je obzvláště důležitý, protože jsou při něm žáci přivítáni a dozvídají se o týdenním plánu. Používá se i v jiných částech výuky – ve středu se jím zjišťuje stav projektů, v pátek slouží k evaluaci při hodnocení uplynulého týdne. Rozhovor přechází v práci v menších skupinách. Cílem je například řešit pracovní situace prezentované jako problémy k řešení, kdy jsou žáci vedeni k určité samostatnosti při respektu a spolupráci s ostatními, přičemž je zároveň k dispozici pomoc učitele. Volný čas včetně přestávek vyplňuje hra, rovněž užívaná ve vlastním vyučování a přispívající obzvláště k rozvoji dětí, protože podporuje paměť, myšlení i pozornost. Slavnost zahajuje a ukončuje týdenní plán školy i tříd – setkávají se při ní učitelé s žáky, kteří zpívají, gratulují dětem k narozeninám apod. Slavnosti jsou oblíbené a podle zakladatele hnutí podporují kromě jiného především utužování školního společenství. Při přípravě na slavnost se přes zpěv a dramatické scénky sestavované samotnými žáky uplatňuje jejich tvořivost i estetické cítění.
Jenské učebny nevypadají jako klasické školní třídy, protože umožňují práci v malých skupinkách i individuální práci, volbu pomůcek přítomných na místě a také volný pohyb. Při výuce je na vhodné pomůcky kladen důraz – bývají přijaté jak z jiných alternativních školských směrů, tak vyrobené učiteli, mnohdy s pomocí rodičů; umožňují žákovi rozvoj a zároveň kontrolu správnosti práce. Je zřejmé, že aby systém fungoval, musí být žáci k samostatnosti a odpovědnosti vedeni od samého počátku.

## Kritika a přednosti

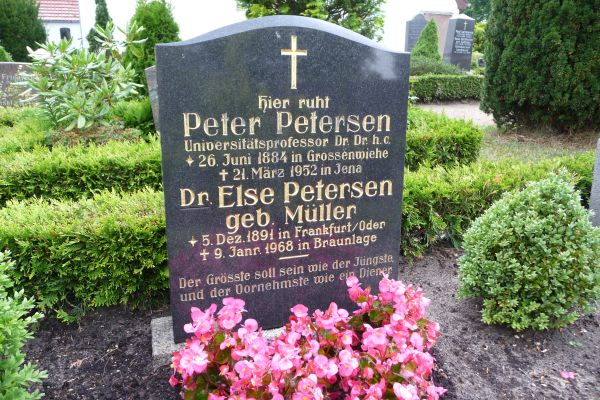
Hrob Petera Petersena v jeho německém rodišti Grossenwiehe

Jenský plán je kritizován především kvůli nemožnosti absolutní kontroly nad žáky, kteří pracují s vysokou měrou samostatnosti; při tom dochází ve skupinkách k hluku, a tedy nedostatku tradičně pojímané kázně.
Podle jiných názorů pedagogika jenského plánu připravuje žáky dobře na skutečný život, protože
se značnou měrou svobody a demokracie vede žáky k vlastní odpovědnosti a zároveň k týmové práci.

## Současnost
Školy vzdělávající podle Jenského plánu dnes existují například v Nizozemsku (přes 200), Belgii a Německu, kde byla obnovena i původní Petersenova jenská škola. V září 2016 se v ČR otevřely dvě ZŠ kde se vyučuje dle principů Jenského plánu v ZŠ Kairos, z.ú. v Dobřichovicích a v ZŠ Hučák v Hradci Králové a v roce 2017 ZŠ Křišťál v Jaroměři.